# Wonopringgo (plaats)
Wonopringgo is een bestuurslaag in het regentschap Pekalongan van de provincie Midden-Java, Indonesië. Wonopringgo telt 2308 inwoners (volkstelling 2010).